# Biezwil
Biezwil är en ort och kommun i distriktet Bucheggberg i kantonen Solothurn, Schweiz. Kommunen har 354 invånare (2023).